# 宍戸達
宍戸 達（ししど たつ、1933年 - ）は、日本の牧師。
山形県生まれ。1959年東京神学大学大学院修士課程修了。日本基督教団国立教会牧師。多くの神学書を翻訳している。

## 翻訳
- 神認識と神奉仕,教会の信仰告白,キリスト教の教理 久米博,井上良雄共訳 カール・バルト著作集 9 新教出版社 1971
- アダム / ヴァルター・リュティ 新教出版社 1972 (教会のための創世記講解)
- アブラハム / ヴァルター・リュティ 新教出版社 1973 (教会のための創世記講解)
- ヤコブ / ヴァルター・リュティ 新教出版社 1974 (教会のための創世記講解)
- イエスは生きておられる 私たちの信仰告白 J.ツインク,R.レーリヒト 新教出版社 1975
- 伝道者ソロモン 伝道の書講解説教 ヴァルター・リュティ 新教出版社 1975
- 預言者サムエル サムエル記上講解説教 ヴァルター・リュティ 新教出版社 1977.1
- 預言者ダニエル ダニエル書講解説教 ヴァルター・リュティ 新教出版社 1978.2
- 私はどこへ行くのか 人生の道程と終着点 J.ツィンク 新教出版社 1979.2
- 預言者ハバクク・マラキ ハバクク・マラキ書講解説教 ヴァルター・リュティ 新教出版社 1982.6
- 美しい大地 破壊される自然と創造の秩序 J.ツィンク 新教出版社 1983.5
- 御手に頼りて 葬儀説教 E.トゥルナイゼン 日本基督教団出版局 1984.11
- 預言者ネヘミヤ ネヘミヤ記講解説教 ヴァルター・リュティ 新教出版社 1987.11
- 洗礼論概説 エドムント・シュリンク 新教出版社 1988.5 (現代神学双書
- いばらに薔薇が咲き満ちる 神秘主義とキリスト教の将来 イェルク・ツィンク 新教出版社 2001.9
- あなたの日曜日 ヴァルター・リュティ 新教出版社 2002.3
- 星を仰いで路地を見よ ある牧師の自伝 イェルク・ツィンク 新教出版社 2004.6
- み言葉の調べ 1-2 宍戸好子共著 新教出版社 2005
- 教会の洗礼論 カール・バルト 新教出版社 2008.4 (新教セミナーブック)
- み言葉の調べ 3 新教出版社 2010